# سوکول، اوبلاست ولوگدا
شهر سوکول، اوبلاست ولوگدا (به روسی: Сокол) در کشور روسیه و در اوبلاست ولوگدا واقع شده‌است.